# Паич, Винко
Винко Паич (серб. Винко Пајић, хорв. Vinko Paić; 27 мая 1912, Сплит — 17 августа 1941, Синь) — югославский партизан Народно-освободительной войны, Народный герой Югославии.

## Биография
Родился 27 мая 1912 в Сплите в крестьянской семье. Работал землепашцем, в молодости увлёкся маркистскими идеями и вступил в 1939 году в КПЮ. Активно развивал коммунистические идеи среди крестьян.
В начале войны с Германией в апреле 1941 года Винко со своей семьёй начал закупку оружия, которое коммунисты успели спрятать в Грипе от Владко Мачека и его людей. Именно этим оружием и были вооружены первые партизаны из Сплита. В своём доме Винко хранил огромное количество вооружения и боеприпасов. Летом 1941 года по его инициативе начала выходить партизанская газета Далмации «Наши известия» (серб. Наш извјештај), печать которой велась в подвале дома Паича. Там же проходили совещания партизан и их вождей.
В конце июня 1941 года Винко вошёл в состав диверсионного отряда. 9 августа 1941, когда формировался 1-й Сплитский партизанский отряд, Винко был принят в его состав. 11 августа отряд отправился на первое задание из Сплитского поля в направлении Мосора и далее к Динаре. Усташи обнаружили войска Паича и устроили слежку за ними. Спустя три дня близ села Кошуте партизаны остановились на привал, где и приняли свой бой утром 14 августа.
Несмотря на усталость, солдаты отбили атаку усташей. Паич в бою был ранен. Командир Мирко Ковачевич приказал отряду отойти в лесную рощу. Пулемётный расчёт в составе рядовых Марковича и Алфиревича должен был прикрывать группу и обеспечить ей отступление. Тяжело раненый Паич добровольно согласился на это дело. Когда его товарищи хотели отнести его самого на руках, он отказался и попросил их отступить поскорее. Вместе с пулемётчиками он занял расчёт, несмотря на тяжёлое ранение, и отказался от госпитализации.
Вплоть до глубокой ночи он сидел в засаде, пока не потерял сознание. В ночь с 14 на 15 августа потерявшего сознание Паича схватили в плен усташи и отправили в тюрьму, где долго пытали. Там он отказался выдавать своих товарищей и вскоре 17 августа умер после многочисленных ранений. 24 июля 1953 ему присвоили звание Народного героя Югославии.